# Honda Mobilio Spike
La Honda Mobilio Spike è un'autovettura prodotta dalla casa automobilistica giapponese Honda dal 2002 al 2008.
La vettura è una monovolume compatta, introdotta in Giappone il 19 settembre 2002 ed è stato il terzo modello Honda della cosiddetta serie Small Max. La produzione è stata interrotta nell'estate del 2008 in seguito all'arrivo della Honda Freed.
La Mobilio Spike è dotata di due porte scorrevoli, una su ciascun lato ed è mossa da un motore VTEC da 1,5 litri.